# Valentyin Boriszovics Bubukin
Valentyin Boriszovics Bubukin (oroszul: Валентин Борисович Бубукин; Moszkva, 1933. április 23. – 2008. október 30.) szovjet válogatott orosz labdarúgó-középpályás, edző.
A szovjet válogatott tagjaként részt vett az 1958-as labdarúgó-világbajnokságon és az 1960-as labdarúgó-Európa-bajnokságon, utóbbin aranyérmet nyertek.

## Pályafutása

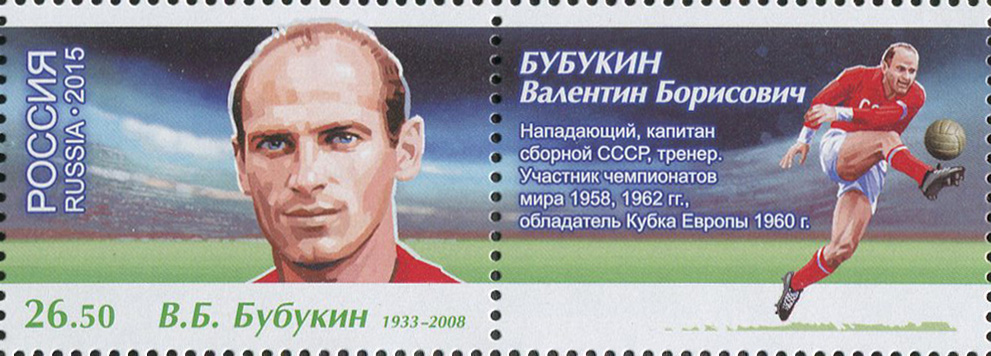
Bubukin egy 2016-os orosz bélyegen

### Klubcsapatokban
Pályafutását egy moszkvai ifjúsági csapatban kezdte, majd a későbbi években a szovjet élvonal fővárosi csapataihoz került. 1952-ben a VBSZ, 1953-tól 1960-ig a Lokomotyiv Moszkva játékosa volt. Egy rövid időre (1961 és 1962 között) a CSZKA Moszkvához igazolt, majd újra a Lokomotyiv középpályása lett. 1965-ben fejezte be a labdarúgó pályafutását.
1957-ben a Lokomotyiv játékosaként szovjet kupát nyert, 1959-ben pedig második lett a szovjet bajnokságban.

### A válogatottban
1958-ban meghívást kapott a szovjet válogatottba. A svédországi világbajnokságon is részt vett, de nem lépett pályára. Egy évvel később, 1959. szeptember 6-án, a Csehszlovákia elleni mérkőzésen mutatkozott be a nemzeti színekben. 1961-ig 11 mérkőzésen játszott és 4 gólt szerzett. Tagja volt annak a csapatnak, amely 1960-ban először nyerte meg az Európa-bajnokságot.

### Edzőként
Edzői pályafutása nagy részében moszkvai csapatoknál dolgozott. Közvetlenül futballpályafutása befejezése után önállóan a Lokomotyiv és a CSZKA csapatát irányította. Több szezonon keresztül Ukrajnában is tevékenykedett: a Tavrija Szimferopolnál és a Karpati Lvivnél. 1978-ban Vietnámban dolgozott: Hanoiban a helyi katonai csapatot bajnoki címig vezette.

## Sikerei, díjai

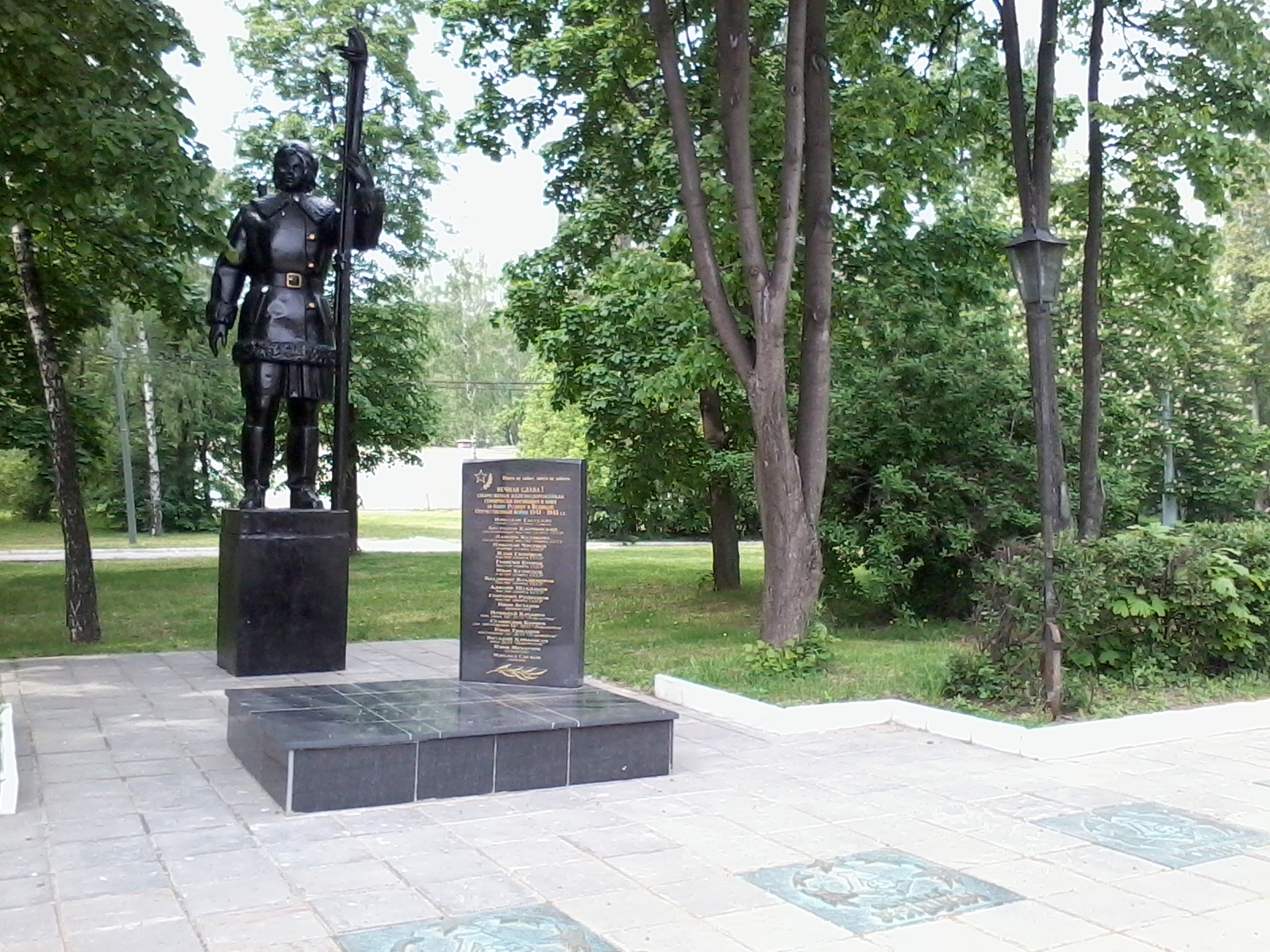
Nevét a Lokomotyiv Stadion Hírességek sétánya őrzi

### Klubcsapatokkal
Lokomotyiv Moszkva
- A szovjet bajnokság ezüstérmese: 1959
- Szovjet kupagyőztes: 1957

### A válogatottal
Szovjetunió
- Európa-bajnokság (1): 1960

### Edzőként
- Vietnámi bajnok (1): 1978

## Statisztika

### A válogatottban
| Szovjetunió | Szovjetunió | Szovjetunió |
| Év          | Mérk.       | Gól         |
| ----------- | ----------- | ----------- |
| 1959        | 2           | 1           |
| 1960        | 4           | 1           |
| 1961        | 5           | 2           |
| Összesen    | 11          | 4           |